# Vatanım Sensin
Vatanım Sensin (litt. « Ma patrie, c'est toi ») est un drama télévisé historique turc en 2 saisons, produit par O3 Medya (tr) et diffusé d'octobre 2016 à juin 2018 sur la chaîne Kanal D.

## Synopsis
La série se déroule dans les dernières années de l'Empire ottoman et durant la Guerre d'indépendance turque. Le personnage principal, Cevdet (Halit Ergenç), est inspiré de Mustafa Mümin Askoy (en), surnommé « Gavur Mümin ». Azize (Bergüzar Korel) est le deuxième personnage principal,.
La série débute avec la guerre des Balkans et la mort de Hasan Tahsin, un des premiers combattants turcs ayant ouvert le feu sur les soldats grecs à leur débarquement à Izmir le 15 mai 1919. La saison 1 s'achève avec la fondation de la Grande Assemblée nationale de Turquie le 23 avril 1920.
La saison 2 commence avec la signature du traité de Sèvres le 10 août 1920. La série se termine avec la prise de Smyrne-Izmir par l'armée turque le 9 septembre 1922,.

## Distribution
- Halit Ergenç : Cevdet
- Bergüzar Korel : Azize
- Onur Saylak (en) : Tevfik
- Şebnem Hassanisoughi : Eftelya
- Celile Toyon : Hasibe
- Miray Daner (en) : Hilal
- Boran Kuzum : Leon
- Pınar Deniz (en) : Yıldız
- Kubilay Aka (en) : Ali Kemal
- Mert Denizmen : Yinon
- Aslı Omağ : Marika
- Hakan Salınmış : Eşref
- Can Kahraman : Pehlivan
- Yasemin Szawlowski : Eleni
- Baki Davrak : Vasili
- Senan Kara : Veronica
- Emre Şen : Hacimihalis
- Ahmet Tansu Taşanlar : Hasan
- Emre Kerem Ketenci
- Can Kolukısa : Hristo
- Berk Akçınar
- Serhat Tutumluer
- Mehmet Sekmen
- Turgut Tunçalp	: Hasan
- Genco Özak : Mehmet
- Fatih Artman : Yakup
- Ahmet Uğur Say : Lütfü
- Selma Ergeç : Halide Edip
- Erman Bacak

## Liste des saisons
| Saison | Saison | Nombre d'épisodes | Numéros des épisodes | Diffusion originale | Diffusion originale |
| Saison | Saison | Nombre d'épisodes | Numéros des épisodes | Début               | Fin                 |
| ------ | ------ | ----------------- | -------------------- | ------------------- | ------------------- |
|        | 1      | 31                | 1 - 31               | 27 octobre 2016     | 8 juin 2017         |
|        | 2      | 28                | 32 - 59              | 9 novembre 2017     | 7 juin 2018         |

## Récompenses et nominations
| Année | Prix          | Catégorie                      | Nomination                      | Résultat   | Réf.  |
| ----- | ------------- | ------------------------------ | ------------------------------- | ---------- | ----- |
| 2017  | Papillon d'or | Meilleure série-drama          | Vatanım Sensin                  | Lauréat    | [ 6 ] |
| 2017  | Papillon d'or | Meilleur réalisateur           | Nuran Evren Şit                 | Lauréat    | [ 6 ] |
| 2017  | Papillon d'or | Meilleur révélation féminine   | Miray Daner                     | Lauréat    | [ 6 ] |
| 2017  | Papillon d'or | Meilleur réalisateur           | Durul Taylan - Yağmur Taylan    | Nomination |       |
| 2017  | Papillon d'or | Meilleur couple dans une série | Miray Daner - Boran Kuzum       | Nomination |       |
| 2018  | Papillon d'or | Meilleure actrice              | Bergüzar Korel                  | Nomination | [ 7 ] |
| 2018  | Papillon d'or | Meilleur acteur                | Halit Ergenç                    | Nomination | [ 7 ] |
| 2018  | Papillon d'or | Meilleur réalisateur           | Taylan Kardeşler - Burak Arlıel | Nomination | [ 7 ] |
| 2018  | Papillon d'or | Meilleure musique de série     | Yıldıray Gürgen                 | Nomination | [ 7 ] |
| 2018  | Papillon d'or | Meilleur couple dans une série | Bergüzar Korel - Halit Ergenç   | Nomination | [ 7 ] |

## Diffusion à l'international
- Ligue arabe
  -  Arabie saoudite (MBC4) et (MBC Action)
  -  Émirats arabes unis
- Roumanie (Kanal D Rumania)
- Serbie (PinkBH)
- Pérou (Latina)[8]
- Uruguay Canal 10
- Mexique (Imagen Televisión)
- Pologne (TVP 2)
- Paraguay (Telefuturo)
- Argentine (Telefe)